# La Loi de la nuit
Pour plus de détails, voir Fiche technique et Distribution.
La Loi de la nuit (Night and the City) est un film américain sorti en 1992, réalisé par Irwin Winkler.

## Synopsis
L'avocat douteux Harry Fabian décide de se faire des affaires juteuses dans les paris sur la boxe... et il croit tenir un gros coup, alors il mise tout... y compris les économies d'une amie très intime à qui il promet d'obtenir la licence pour maintenir un bar ouvert... et les mises de fond ne viennent pas toutes de personnes recommandables... Le jour où il faudrait rembourser, la spirale vers le bas serait enclenchée...

## Fiche technique
- Réalisateur : Irwin Winkler
- Scénario : Richard Price d'après le roman Les Forbans de la nuit (Night and the City), de Gerald Kersh
- Production : Rob Cowan, Nelson McCormick, Jane Rosenthal, Harry J. Ufland, Mary Jane Ufland & Irwin Winkler pour Penta Films S.L. & Tribeca Productions
- Musique : James Newton Howard, Dennis Matkosky pour la chanson "Deep Water", reprise de la chanson de Buck Ram, "The Great Pretender"
- Photographie : Tak Fujimoto
- Montage : David Brenner
- Costumes : Richard Bruno et (pour Jessica Lange) Theoni V. Aldredge
- Distributeur : 20th Century Fox
- Durée : 105 min
- Couleur : Color (DeLuxe)
- Son : Dolby
- Pays de production :  États-Unis
- Date de sortie :
  - États-Unis : 23 octobre 1992
  - France : 21 avril 1993

## Distribution
- Robert De Niro (VF : Jacques Frantz) : Harry Fabian
- Jessica Lange (VF : Élisabeth Wiener) : Helen Nasseros
- Cliff Gorman (VF : Bernard Tiphaine) : Phil Nasseros
- Alan King (VF : Henry Djanik) : Ira « Boom Boom » Grossman
- Jack Warden (VF : William Sabatier) : Al Grossman
- Eli Wallach (VF : André Valmy) : Peck
- Barry Primus : Tommy Tessler
- Gene Kirkwood (VF : Denis Boileau) : Resnick
- David W. Butler (VF : Joel Martineau) : John Bonney
- Byron Utley (VF : Emmanuel Jacomy) : le videur du Disco Club
- Margo Winkler (VF : Paule Emanuele) : le juge Parke
- Maurice Shrog (VF : Pierre Trabaud) : le gérant de gymnase
- Regis Philbin (VF : Daniel Beretta) : lui-même
- Joy Philbin (VF : Monique Thierry) : elle-même
- Tommy A. Ford (VF : Georges Aubert) : Herman
- Barry Squitieri (VF : Roger Lumont) : Marty Kaufman
- Lisa Vidal (VF : Maïk Darah) : Carmen
- Michael Badalucco (VF : Mario Santini) : le barman
- Deborah Watkins (VF : Emmanuèle Bondeville) : la sœur
- Carol Woods : la secrétaire

## Commentaire
Remake de Les Forbans de la nuit (1950), dont le titre anglais est le même.